# KM Produce
KM Produce es un estudio de cine pornográfico japonés.

## Información
KM Produce, también abreviado como KMP, se convirtió en una productora audiovisual independiente con ese nombre que utilizaba la etiqueta "Million" para sus vídeos en abril de 2002, en competencia con otras grandes productoras audiovisuales como Soft On Demand y Moodyz. La etiqueta Million había sido utilizada anteriormente por la empresa DMN (Digital Media Network), cuyo sitio web había cerrado en noviembre de 2002.
Una de las primeras estrellas de KMP fue la AV Idol Nao Oikawa, que lanzó su primer vídeo bajo el sello Million en mayo de 2002. Otras de las primeras actrices de la compañía fueron Ran Monbu, Saori Kamiya e Hitomi Hayasaka. Junto con Oikawa, formaron en 2003 el grupo "Million Girls" (ミリオンガールズ, Miriongāruzu) y sus vídeos se publicaron bajo el sello KMP Million. En años posteriores, dicho grupo quedó conformado por Miyuki Uehara, Asuka Sawaguchi, Miyu Sugiura, Nao y Kyoko Nakajima en 2004, y con Akane Sakura, Naho Ozawa y Karen Kisaragi en 2005.
En 2004, KMP creó otro grupo exclusivo de actrices, las "Million Executive" (ミリオンエグゼクティブ, Mirioneguzekutibu), formado por Nao Oikawa e Hitomi Hayasaka. En 2005 se les unió Ran Monbu. Otro evento promocional fue el concurso interno de KMP denominado Premio de la Academia del Millón en 2004, que ganó The Woman Called Nao con Nao Oikawa.
A finales de 2009, la empresa contaba con 7 empleados y unos ingresos anuales de casi 13 millones de dólares. KMP estaba afiliada a los estudios Media Station (Cosmos Plan) y Real Works y gestionaba el sitio web de Media Station, home.uchu.co.jp y el de Real Works, además de su propio espacio online.
En 2011, se produjo un importante reajuste y, a partir de febrero de 2011, los vídeos producidos anteriormente bajo los sellos Media Station y Real Works se incorporaron al listado de obras de KMP, y en abril de 2011, los sitios web de Media Station y Real Works anunciaron que se habían integrado en el sitio web de KMP. El sitio web de una tercera empresa, Super Shirouto, también anunció que se había integrado en KMP.
A finales de 2011, KMP producía unos 35 vídeos al mes, lo que incluía obras bajo los antiguos sellos KMP de Million y Okazu, así como los antiguos sellos Real Works, Real, Ecstasy y M, los antiguos sellos Media Station, Cosmos (Uchu) y Bazooka, y el sello Super Shirouto (S級素人). También se añadieron dos nuevos sellos, SCOOP ((スクープ)) en julio de 2011, y Sleazy en agosto de 2011.

## Actrices
Algunas AV Idols que han actuado para KM Produce han sido:
- Airi & Meiri
- Hotaru Akane
- Yume Ayanami
- Hitomi Hayasaka
- Mariko Kawana
- Karen Kisaragi
- Meguru Kosaka
- Ran Monbu
- Kyoko Nakajima
- Nao Oikawa
- Asuka Sawaguchi
- Riko Tachibana
- Akira Watase

## Películas convencionales
KMP se aventuró en el campo de la producción de películas mainstream con la película Dark Love: Rape (ダーク・ラブ～Rape～, Dāku rabu: Rape), que se estrenó en Japón el 1 de marzo de 2008. La película, dirigida por Katsuya Matsumura, director de terror conocido por su película All Night Long, se basó en la serie de manga Rape (レイプ, Reipu) de Shūichi Sakabe. El psico-thriller erótico fue protagonizado por la gravure idol Yuu Tejima, así como por la estrella de KMP AV Hitomi Hayasaka.

## AV Open
KM Produce participó en los concursos AV Open de 2006 y 2007 bajo el sello Million. Su propuesta para 2006 fue Million Dream Angels (ミリオン・ドリーム ～私立ミリ商の天使たち～) protagonizada por Yu Saotome, Azumi Harusaki, Hitomi Hayasaka, Miho Hashimoto, Karen Kisaragi, Mitsu Amai, Hime Kamiya, Ai Ueto y Megu Ayase.
La nominada al AV Open 2007 fue también una obra de conjunto, Million Dream 2007 Part 1 (ミリオン・ドリーム 2007前編 ～ミリ商、痴女-1グランプリに出場！～), con Azumi Harusaki, Mei Itoya, Kotone Aizaki, Noa, Riko Tachibana, Riku Shiina, Yume Imano, Ryo Kiyohara, Miki Yamashiro, Hitomi Hasegawa y Rico.